# Tokaj (fiume)
Il Tokaj (in russo Токай?) è un fiume della Russia europea, affluente di destra dell'Elan' (bacino idrografico del Chopër). Scorre nelle oblast' di Voronež e di Tambov.
Il fiume ha origine nella zona di solončak vicino al villaggio di Rassvet e scorre in direzione meridionale. Dopo aver percorso 28 km nel distretto Tokarëvskij della regione di Tambov, attraversa numerosi villaggi nei distretti Anninskij, Ėrtil'skij e Talovskij della regione di Voronež. Il Tokai scorre attraverso l'area della steppa e durante i periodi di siccità in alcuni punti si secca. Sfocia nel fiume Elan' a 67 km dalla foce. Il fiume ha una lunghezza di 131 km, l'area del suo bacino è di 957 km².